# Zénètes
Pour l’article homonyme, voir Zenata.
 (septembre 2019).
Les Zénètes (en berbère : ⵉⵣⵏⴰⵜⵏ Iznaten ou Iznyaten, sing. ⴰⵣⵏⴰⵜ Aznat ou ⴰⵣⵏⵢⴰⵜ Aznyat, en arabe : الزناتة Znata ou الزنياتة Znyata, sing. Znati ou Znyati) sont l'un des trois grands groupes berbères (avec les Sanhadjas et les Masmoudas).   
Des personnages historiques sont originaires de cette tribu berbère, tel que Dihya ou Tariq ibn Ziyad.
Les Zénètes sont installés principalement dans les Aurès, dans la Kabylie, dans le Sahara et  l'Ouest de l'Algérie, dans le Rif oriental, à l'ouest de Moyen Atlas, et en Tripolitaine.
Durant la période romaine,  ils sont des semi-nomades qui se déplacent entre le Sahara les Hauts-Plateaux. Ils attribuent à leur ancêtre Madghis, la construction du Medracen dans les Aurès.  
Plus tard, au Moyen Âge, leurs descendants furent à l'origine de plusieurs dynasties au Maghreb, telles que les Mérinides, les Wattassides ou les Zianides. Initialement polythéistes, les Zénètes furent convertis à l'islam par les Arabes et arabisés à partir du VIIe siècle, aux débuts de la conquête musulmane du Maghreb, formant un contingent substantiel pour la conquête musulmane de l'Hispanie
L'historien Ibn Khaldoun rapporte que les Zénètes étaient divisés en trois grandes tribus : Djerawa, Maghrawa et Banou Ifren. Occupant autrefois une grande partie du Maghreb, ils se sont déplacés vers le sud et l'ouest, entrant en conflit avec les tribus berbères Ketamas, au nord-est de l'Algérie, et les Houaras, en Libye et en Égypte.
Au Xe siècle, les Zénètes sont alliés au califat de Cordoue contre les Fatimides. Ils retrouvent un pouvoir politique au cours du XIIIe siècle avec la montée au pouvoir d'une dynastie zénète des Zianides au Maghreb central. Deux dynasties zénètes, les Mérinides et les Wattasides, gouvernent l'actuel Maroc du milieu du XIIIe siècle au milieu du XVIe siècle.

## Étymologie
Le nom Iznaten est le pluriel de Aznat, qui est composé de « Azn », qui signifie « envoyer », "expédier" (dans le sens de l'offensive) et de « At » qui signifie « les Fils ». Dans d'autres types de dialectes berbères, « les Fils » se dit « Ayt » ou encore « Ag » (Sanhajas et Masmoudas). Iznaten signifie "Ceux qui envoient les Fils". Toutes les tribus berbères dont le nom commence par At (et non Ayt) sont des Berbères zénètes.
Selon Ibn Khaldoun, Zenata dérive d'un nom propre : Djana (ancêtre berbère). Les Berbères, pour convertir un nom propre en nom générique, ajoutent un « t » à la fin, ce qui forme Djanat au singulier et Djanaten ou Idjanaten au pluriel. Le son « dj » qui se situe entre le « j » et le « ch » se prononce avec la lettre djim (« ج ») et se trouve remplacé par un « z » dans le cas des Zénètes, ce qui aurait donné Zanat par arabisation linguistique. Ensuite, par usage fréquent, un « a » est ajouté à la fin pour le rendre patronymique et un autre retiré au début pour faciliter la prononciation, obtenant ainsi znata.
Le chercheur algérien Rachid Bellil cite Cuoq pour qui le mot « Zénète » a été arabisé et sa signification est Iggen ou ijjen qui signifie « un » en berbère. 
Une deuxième explication est donnée, notamment par A. Sadki : le mot serait composé de deux phonèmes (aznat et iznaten) signifiant en berbère « ceux qui envoient leur bétail aux pâturages ». 
Une troisième explication du même auteur Rachid Bellil est : les phonèmes se décomposent en « azn, ezen, ehen (tente) et atn (être accru) ce qui donne le sens : tentes nombreuses, campements importants ». Les Zénètes sont probablement issus des Gétules et une partie d'entre eux s'est jointe aux Garamantes et aux Maures durant leur lutte contre Rome.

## Histoire
L'histoire des Zénètes est difficile, selon Ibn Khaldoun, car ils n'ont pas laissé d'écrits. Cela est le cas de tous les Berbères. Les Zénètes étaient toujours vigilants lors des invasions au Maghreb, ils se retiraient toujours vers le Sud ou dans les montagnes en cas d'attaques ennemies, ce que rapportent plusieurs historiens dans leurs analyses. À l'époque de l'Afrique byzantine, la Gétulie fut décrite par les historiens de l'époque comme étant habitée par des Zénètes. Cependant les Zénètes qui sont restés isolés des grands changements passés au Maghreb central (Sahara) restent les seuls témoins d'un passé assez complexe, ce qui rend difficile leur étude historique.

### Protohistoire
Le peuple gétule suit la civilisation capsienne ayant émigré au Sahara vers 3000 av. J.-C. et « est certainement le peuple qui aura dominé de la façon la plus certaine l'Algérie durant les 1500 ans de son antiquité ».
Les Zénètes comme les Sanhadjas semblent avoir été présents en Afrique du Nord dès l'apparition des premières populations berbères. Ibn Khaldoun les fait descendre du personnage de Medracen (Medghassen), issu de la branche de Botr dont l'auteur fait remonter l'ascendance jusqu'à Mazigh, l'ancêtre des Zénètes. Son mausolée, situé dans les Aurès et daté de -300, est un monument de la Numidie antique (qui s'étendait du Nord-Ouest de l'actuelle Algérie au Nord-Ouest de l'actuelle Tunisie) et le plus ancien mausolée antique de l'Afrique du Nord. Toutefois, les historiens Émile Félix Gautier et Gabriel Camps parlent uniquement d'une sépulture royale numide et en aucun cas n'en font celle du patriarche des Zénètes.

### Antiquité

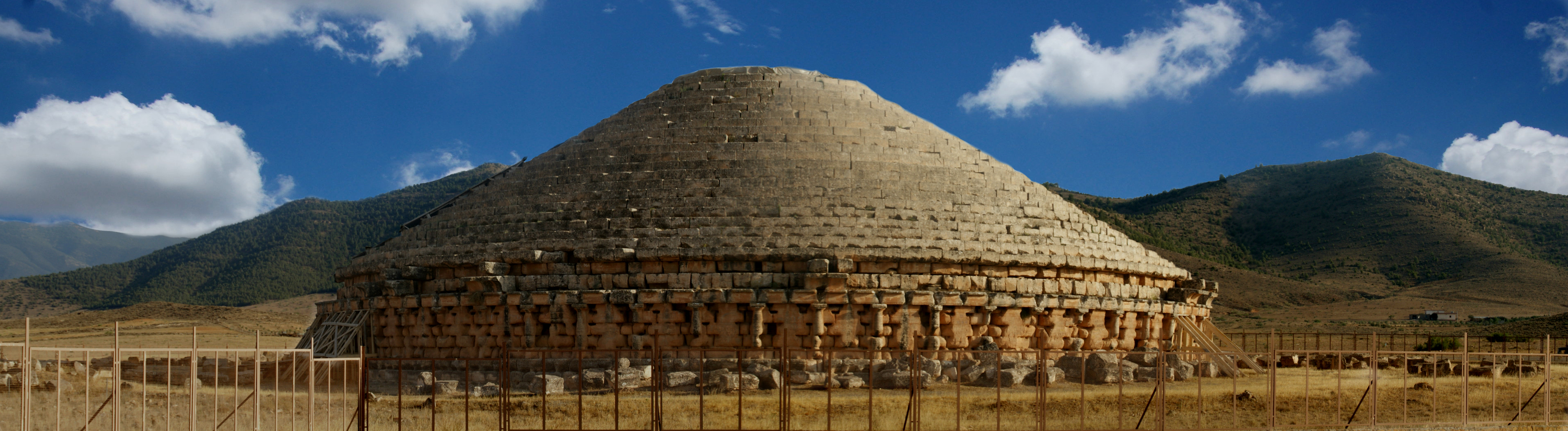
Medracen en 2013

Au cours du règne des dynasties pharaoniques, les Gétules et les Garamantes auraient été hostiles aux souverains et ont installé la terreur dans cette région à l'aide de leurs chevaux et de leurs chars de guerre.

#### Période romaine

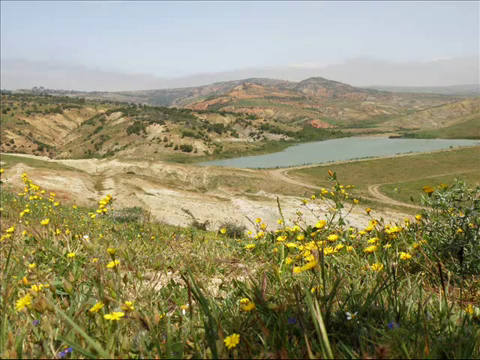
Le Dahra fut le principal bastion des Maghraouas

À l'époque de l'Empire romain, les Zénètes étaient principalement concentrés en Tripolitaine et pratiquaient le commerce et l'agriculture mais étaient aussi nomades pour une partie d'entre eux. Rattachés jusqu'alors à la Numidie sous les règnes de Syphax et Massinissa, ce dernier faisait partie des Afers. Syphax s'était pour sa part réfugié chez les Garamantes lors de sa défaite face à Massinissa et essaya d'intégrer les Garamantes de la Tripolitaine à son royaume mais ne réussira toutefois pas à contenir les habitants de la Cyrénaïque. Juba prend finalement cette région qui est ensuite incorporée aux territoires romains.
Vers le début du premier siècle. Les Maghraouas auraient été très nombreux dans les environs d'Icosium (Alger) : Ptolémée de Maurétanie doit les contenir, et fait transférer une partie des Maghraoua vers le chlef.
Les alentours de Tlemcen auraient été composés des royaumes Zénètes dans l'antiquité. Des Gétules (Zénètes) auraient vécu dans cette partie du Maghreb. Plusieurs rois Gétules purent contrebalancer l'Empire Romain. L'exemple du héros Tacfarinas qui, vers 17 apr. J.-C., soulève tous les tribus Gétules (Zénètes). L'indomptable Tacfarinas mourut à Pomaria (Tlemcen actuellement)
Le Tripolitain Septime Sévère, empereur romain, serait peut être lui-même d'origine berbère, car, à cette époque, les mariages célébrés entre Romains et Berbères sont courants. Leptis Magna, capitale de l'Empire en Afrique, est peuplée de Berbères considérés comme citoyens de Rome.
Plusieurs recherches montrent que les Berbères de Tripolitaine sont alors d'excellents cultivateurs de vignoble et d'olivier. De plus, même si les Garamantes comme les Gétules restent pour beaucoup nomades, cela ne les empêche pas d'être pleinement citoyens romains.
La religion des Zénètes est alors diversifiée : le pays compte des chrétiens, des juifs et des adeptes des cultes polythéistes.
À l'époque du Bas-Empire romain, les Laguatan (Levathae, Luwata), touchés par la sécheresse et les famines, se révèlent si offensifs que les Romains doivent élever un limes pour arrêter leurs razzias, notamment sur la grande cité romaine de Leptis Magna qui décline.
Par ailleurs, Jacob Oliel écrit que les Zénètes ont apporté le palmier-dattier et le chameau à leur arrivée au Maghreb durant le IVe siècle.  Mais, selon Camps, cet arbre aurait été signalé cinq siècles av. J.-C. en Éthiopie : erreur d'historiens anciens confondant l'Éthiopie et Sahara algérien, déclarant que la Gétulie longeait tout le Niger qui séparait l'Afrique de l'Éthiopie.[source insuffisante] Pline et Claude Ptolémée ajoutent que la Gétulie comprend aussi le sud de la Numidie, les Aurès, le Zibans et la Hodna. 

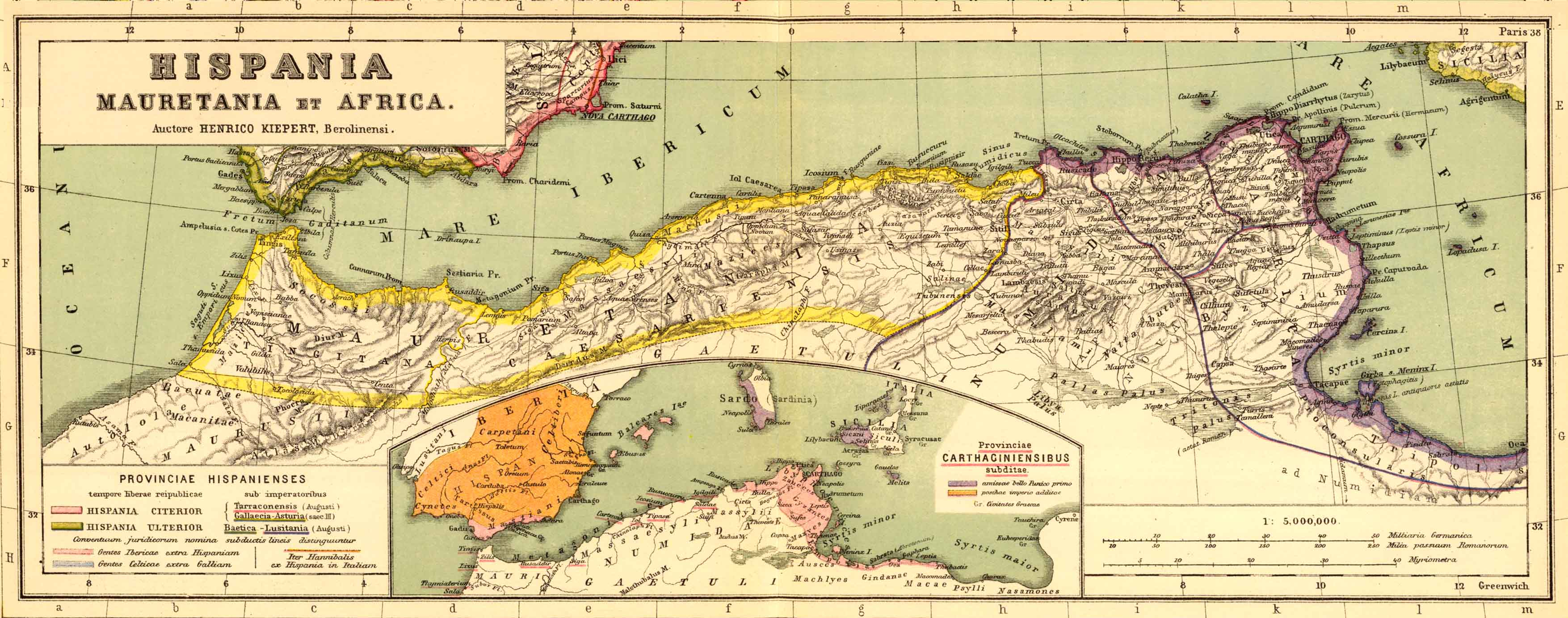
Maurétanie Tingitane (à l'ouest), Maurétanie Césarienne (au centre-ouest), Numidie (au centre-est), et Africa (à l'est), au centre la Gétulie

La table de Peutinger le confirme clairement : la Gétulie englobe le Zab, les Aurès et le Jérid, la Numidie s'arrête aux Aurès,  et au pied du mont Aurès vivent les Musulames.
Dans l'Antiquité, le terme Zénète est mentionné une seule fois sur une statue provenant de Mauritanie césarienne en Algérie et conservée au Musée de Cherchell Clavdivs Zenati. Plusieurs anciens noms des tribus Zénètes sont mentionnés par les historiens romains, qui n'ont jamais pénétré le vaste territoire de la Gétulie, alors l'État le plus ancien du Maghreb central (Algérie actuelle) concentré au Sud-Est de Constantine, c'est-à-dire les Aurès et ses alentours. « Les tout premiers habitants de ce territoire central d'Afrique du Nord étaient les Gétules, peuple nomade berbère concentré dans le Sud-Constantinois ».
Parmi les Numides, une partie des Maghraouas participent de cet État, ce que révèle Léon l'Africain, présentant les conflits entre les différentes tribus Zénètes dans le désert de la Numidie. 
Mahfoud Kaddache écrit que les Zénètes des villes et des campagnes de la Numidie ont fait face à l'invasion arabe.
Les territoires et populations  des Zénètes faisaient partie du territoire des Gétules situé derrière le limes romain et faisaient l'objet d'attaques de la part des Romains. Plusieurs villes gétules étaient le théâtre de batailles entre les deux rivaux. Les historiens récents tendent à confirmer que les Zénètes du Sahara montaient vers le Nord en hiver et redescendaient vers le désert en été. La tradition est rompue à l'époque romaine, et Marcel Bénabou écrit dans son livre que Sévère confisque les terres des nomades et les refoule, accordant les terres aux sédentaires en échange de récoltes, amputant le mode de vie des montagnards en leur interdisant la plaine qui est devenue la propriété des sédentaires.

#### Antiquité tardive
Dans l'Antiquité tardive, les Vandales s'installent, un siècle durant, mais sont finalement soumis par les Romains d'Orient assistés par les Banou Ifren (Ifuraces ou Iforen) et d'autres Berbères en 533.
Après la reconquête par les Romains d'Orient (dits « byzantins » par l'historiographie ouest-européenne depuis Jerôme Wolf), ces Berbères Levathae font l'objet d'une description de la part de Corippe dans La Johannide. On les y découvre utilisant le cheval, le chameau et adorant Gurzil (Agurzil), un dieu taureau, ainsi qu'une divinité martiale masculine nommée "Sinifer". Les Arabes les nomment Lwata et Ibn Battûta, dans l'introduction de son récit de voyage, ne manque pas de signaler qu'il descend lui-même de cette tribu par son père.
À l'époque byzantine, Corripe décrit aussi la tribu des Iforens (Banou Ifren) en rebellion contre l'exarque romain de Carthage. Ayant perdu plusieurs de leurs chefs, surtout dans la région des grands Aurès de l'époque (qui s'étale de l'Algérie à la Tunisie), ils reprennent par la suite leur indépendance et autonomie. 
Depuis 544, les Romains d'Orient administrent l'actuelle Tunisie et la région algérienne de Constantine. 
Cependant, l'insurrection berbère contre l'exarque romain de Carthage aboutit à l'émergence des principautés des Djerawa, des Banou Ifren, des Maghraouas, des Awerbas et des Zénètes.
Madghis (Medracen) serait l'ancêtre et la capitale ancestrale des Zénètes durant l'Antiquité.
Vers le début du premier siècle, Les Maghrawas auraient été très nombreux dans les environs d'Icosium (Alger) et Ptolémée de Maurétanie aurait eu du mal à les contenir. Ptolémée de Maurétanie fera transférer une partie des Maghraoua vers le chlef.
À l'époque de l'Afrique byzantine, les Zénètes de Gétulie sont restés isolés des grands changements du grand Maghreb central (Sahara), ce qui rend difficile l'étude historique de la région. Selon Jacque-Menier, il y aurait deux voies d'immigration juive vers le Nord de l'Afrique, l'une maritime à l'époque phénicienne et l'autre par la voie des oasis sahariennes. Plusieurs régions furent habitées par les Juifs (Cyrénaïque, Égypte, Tripolitaine, Fezzan). Paul Sebag affirme que la Berbérie orientale a accueilli plusieurs personnes qui professaient le judaïsme au temps du roi Salomon et lors de la destruction du temple. Alors, plusieurs autochtones se convertirent au judaïsme. Des Zénètes furent signalés dans la Cyrénaïque, comme les Laguatans. Et il y avait des populations Berbères judaïsées zénètes, selon plusieurs historiens, dont Ibn Khaldoun. Selon certains historiens les Luwatas côtoyaient les Juifs venus de l'est. D'autres indiquent des pratiques religieuses propres aux Zénètes. Certains historiens comme Camps contestent qu'il y ait eu des tribus berbères judaïsées chez les Zénètes, mais insistent sur le fait qu'elles étaient chrétiennes dans les régions caractérisées par l'influence du christianisme dans l'Algérie et surtout dans la région des Aurès, puisque Baghaï a été la ville des Zénètes.

### Moyen Âge

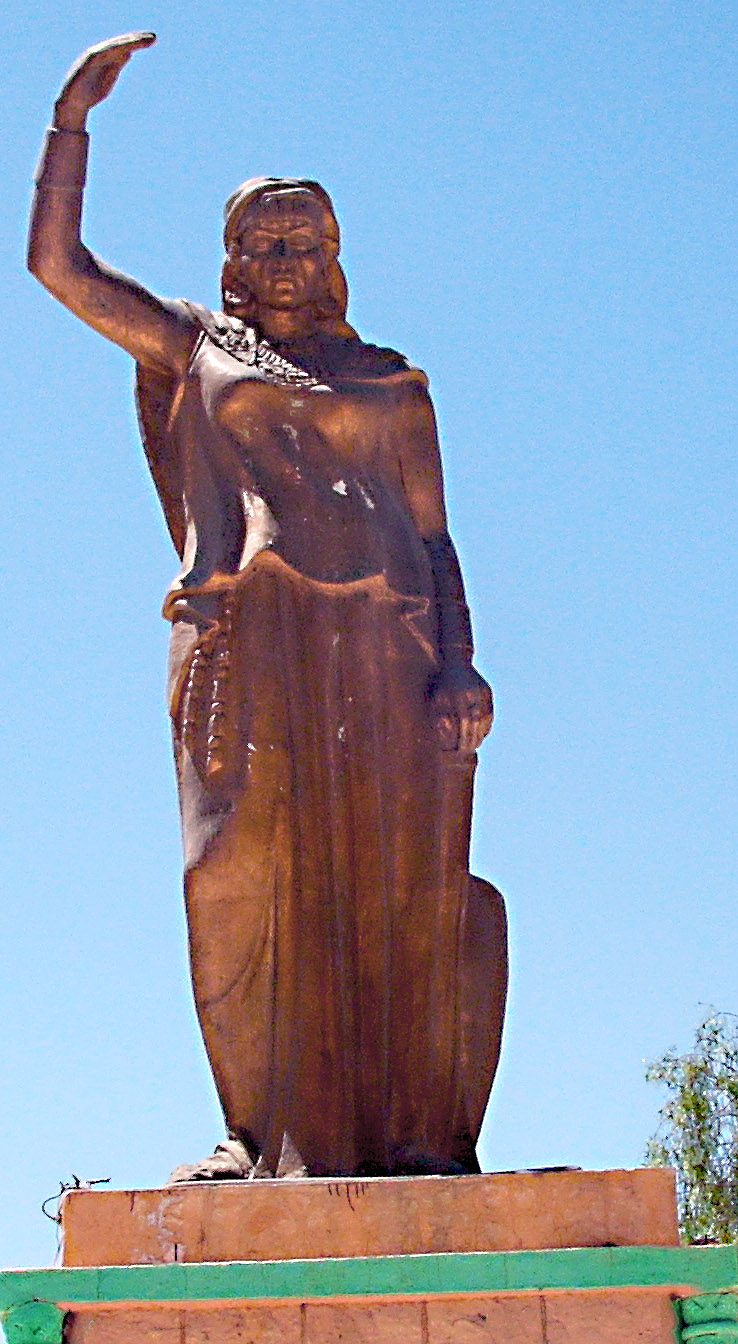
Statut de la Dihya à Khenchela.

Lors de l'invasion des Arabes dans le territoire Gétule, ils ne trouvèrent face à eux que les Zénètes des Aurès pour les affronter. Plusieurs Zénètes ont dû quitter les Aurès et le Zab durant cette période, mais il reste encore des populations. Ces Zénètes étaient sédentaires et habitaient les villes comme Baghaï au cœur des Aurès, territoire de la Dihya. Ibn Khaldoun en fait, avec les Masmouda et les Sanhadja, l'un des trois grands groupes berbères de l'ère musulmane. À l'origine nomades pour la plupart, ils habitaient les plaines du Maghreb. Il faut dire qu'Ibn Khaldoun fait des Zénètes un groupe distinct; selon lui, il y a les Berbères et les Zénètes deux races distinctes, mais ayant comme origine commune Mazigh pour ancêtre, et ayant la même langue. Ils fondèrent à travers tout le Maghreb, l'Espagne et l'Afrique plusieurs royaumes et États ayant notamment pour capitales Tlemcen, Fès, Marrakech, Sijilmassa, Kairouan, etc.
Les Zénètes sont cités dans l'histoire lorsqu'une reine zénète, la Kahina Dihya, aidée par des tribus Zénètes (les Djerawa, les Banou Ifren, etc.) des Aurès, mène contre l'armée musulmane une guerre au VIIe siècle et prend tout l'Ifriqiya. Il est nécessaire de rappeler que lorsque Ibn Khaldoun parle des Aurès, il indique une zone géographique plus large que celle d'aujourd'hui ; de plus, les actuelles Aurès ont fait partie intégrante de l’histoire de l'ancienne Gétulie, Numidie, Ifriqiya.
Au milieu du XIe siècle, lorsque les Hilaliens sont envoyés par les Fatimides pour réprimer les Sanhadja en Tunisie, ils se confrontent en premier aux Zénètes.
Il est surprenant de constater comment les Mérinides ont pu se multiplier rapidement dans la région du Za, de la Moulouya, et du désert, après avoir été chassés d'Algérie par leurs adversaires. Et par la suite, ils prennent le pouvoir dans presque tout le Maghreb. Les Hafsides sont renversés par les Mérinides, et quelques provinces de l'Algérie actuelle sont vite prises, ce que souligne Ibn Khaldoun.[réf. nécessaire]
En Tunisie, la majorité des Tunisiens sont Zénètes et parlent uniquement l'arabe et n'ont aucune idée de leur passé à cause des grands changements subis dans cette partie du Maghreb, ce qu'Ibn Khaldoun confirme et que E.F. Gautier déclare.[réf. nécessaire]

#### Luttes entre dynasties durant la période musulmane

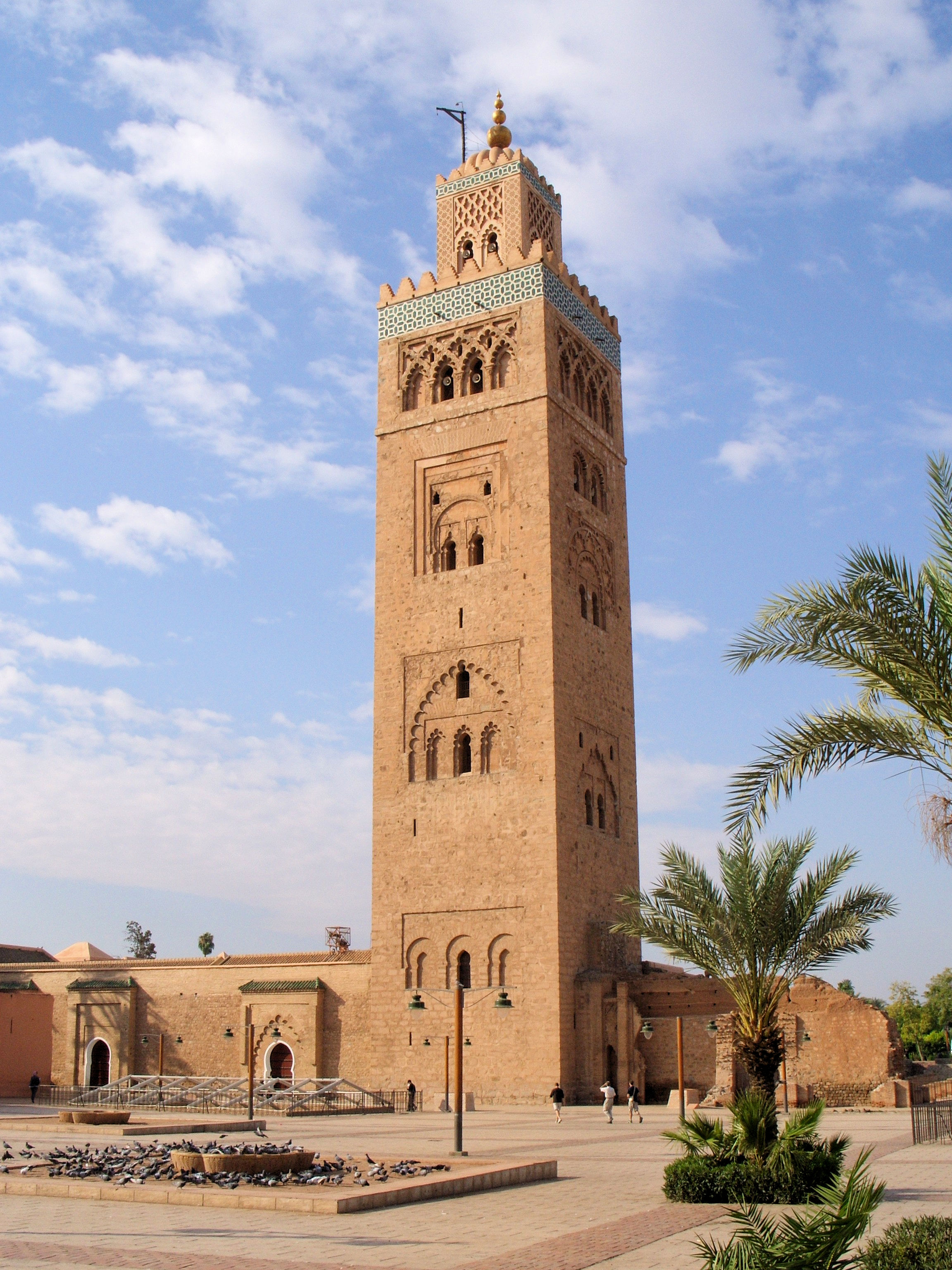
Mosquée Koutoubia à Marrakech, elle fut construite par les Almohades.

La dynastie des Aghlabides prend le pouvoir en Ifriqiya alors que le Maroc actuel passe quant à lui sous la domination des Arabes Idrissides alliés à des zénètes du Maroc. La dernière rébellion des Zénètes kharidjites a lieu au Xe siècle sous la conduite d'Abu Yazid des Banou Ifren.
Les Zénètes étaient alors en grande partie alliés au califat de Cordoue et luttaient pour le contrôle du Maghreb occidental (Maroc). Abou Yazid fit réunir toutes les tribus berbères des Aurès pour lancer une attaque contre les Fatimides. Vainqueur, il reprendra toute l'Ifriqiya et désignera Kairouan comme capitale kharidjite du Maghreb. Mais les Fatimides réussiront à le vaincre et une grande partie des Zénètes deviendront par la suite des alliés des Fatimides. Les Omeyyades essayent dans le même temps par tous les moyens de retrouver leur pouvoir, ce qui provoquera l'éclatement des tribus zénètes. Les Fatimides, en guerre contre ces derniers, finissent par reprendre le pouvoir au nord du Maghreb central mais font face à la résistance des Zénètes jusqu'à la mort d'Abu Yazid. Certains chefs poursuivront même la guerre contre les Fatimides tandis que d'autres deviendront leurs alliés. Chassés par les Fatimides, les Zénètes se retranchent alors vers l'ouest du Maghreb (Maroc et ouest de l'Algérie), le reste du territoire algérien voyant l'avènement des dynasties hammadides et zirides. C'est dans ce contexte que les luttes entre tribus zénètes se poursuivaient et que les Omeyyades n'étaient plus en mesure de continuer à régner. Les tribus des Hilaliens ravagèrent alors le Maghreb où le chaos s'installa.
Les Zénètes sont ensuite défaits par les Almoravides de Youssef ben Tachfine et auraient été victimes d'un génocide tout comme les Berghouatas du Maroc actuel. Les Almoravides reconfigurent la carte du Maghreb et construisent un État fort. Les Zénètes reprennent également une importance politique de premier plan au XIIIe siècle avec l'émergence de nouvelles dynasties au Maghreb et en Andalousie comme les Almohades avec le Zénète Abd al-Mumin (premier calife Almohade et discipline de Ibn Toumert le fondateur de la doctrine Almohade et originaire du Maroc actuel) ou les Abdalwadides au Maghreb central ou les Mérinides et les Wattassides (jusqu'au XIVe siècle) au Maroc. Les Mérinides s'emparent de la Tunisie et font tomber les Hafsides. En effet, Abou el-Hassen souverain mérinide de Constantine et de Béjaïa s'empare de la Tunisie, Ibrahim abou Fadhel sera le souverain de la Tunisie, mais l'histoire ne révèlera pas tous les noms des souverains mérinides en Tunisie.
Toutefois, les luttes internes entre les dynasties zénètes durent jusqu'à l'arrivée des Ottomans en Algérie.

#### L'Andalousie et le Portugal

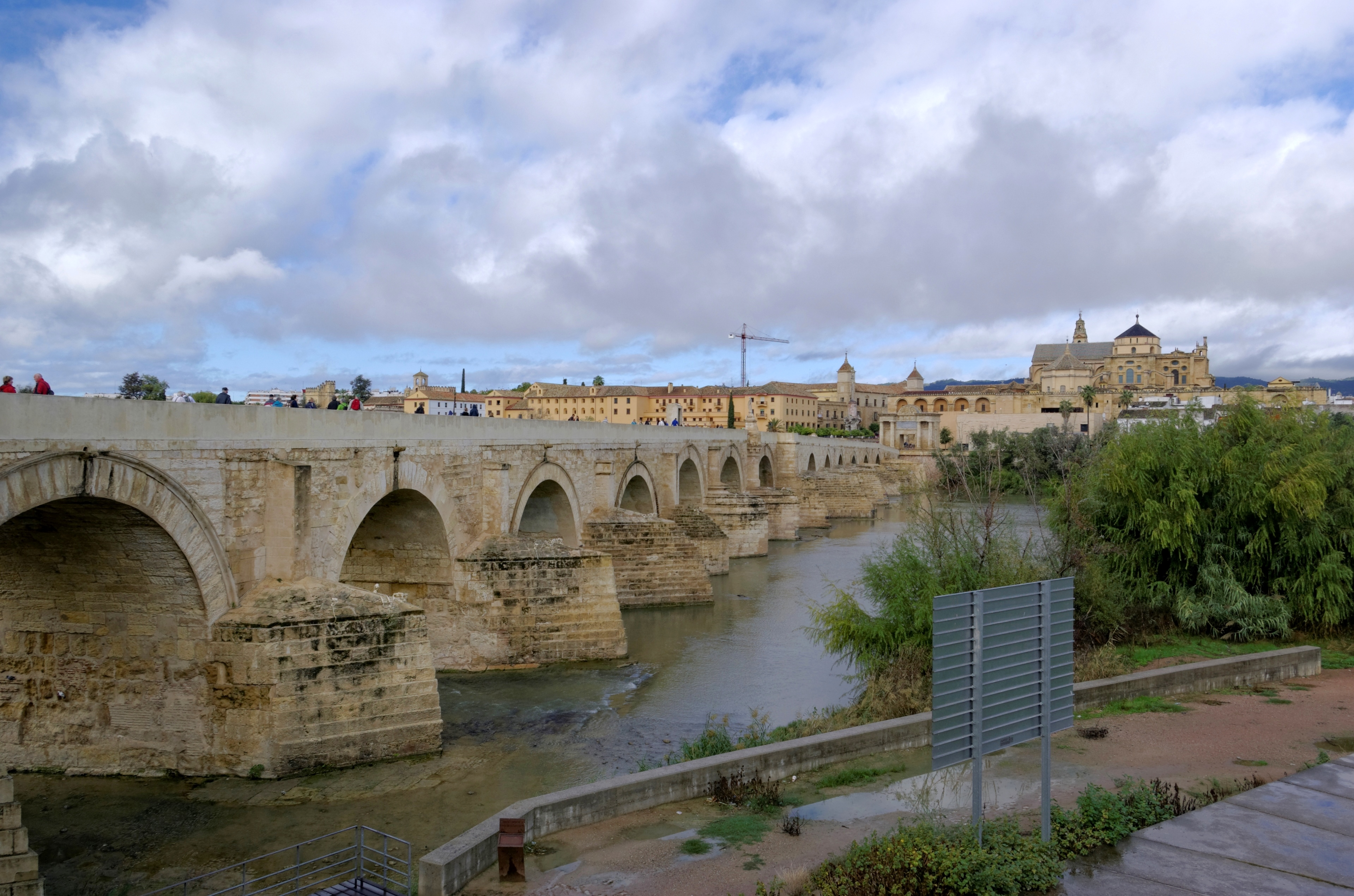
La mosquée, la cathédrale et le pont de Cordoue, la ville fut prise par Abd al-Mumin (Almohades) appartenant aux Zénètes.

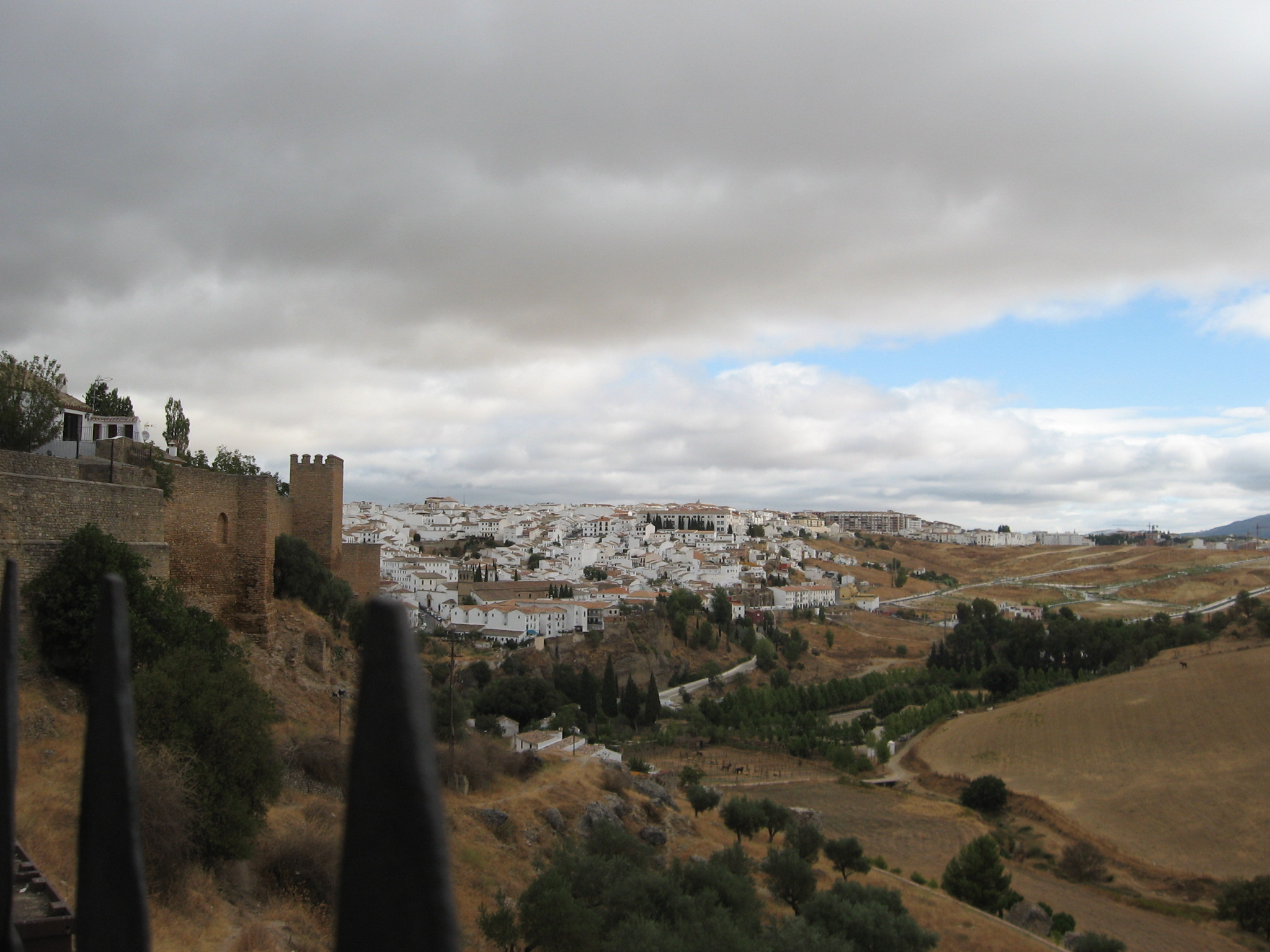
Une partie de la muraille de la ville de Ronda édifiée par Abou Nour.

Les Zénètes étaient les plus proches des Omeyyades de l'Andalousie parmi les berbères. Après la chute des Omeyyades, quelques tribus zénètes fondent des États indépendants. Les Banou Ifren prennent Ronda. 
Après la reconquête par les rois chrétiens, soit Pierre III soit Alphonse III d'Aragon, la politique restait la même. Les Zénètes avaient le rôle de milice et le contrôle de l'Andalousie aux côtés des milices chrétiennes. Abd al-Mumin (Almohades) reprend la majorité des territoires en Andalousie notamment Cordoue et Grenade.
Les Nasrides signent un traité de paix avec les souverains de Tlemcen les Zianides. Les Zianides deviennent alliés des Nasrides en 1039.
Les deux unis gagnent la bataille contre Aragon, Mérinides, etc. Les Mérinides reprennent certains territoires de l'Andalousie et du Portugal après avoir évincé les Almohades.

## Descendance actuelle
Les descendants modernes des Zénètes sont nomades et sédentaires à la fois, et ces derniers sont les bâtisseurs des villes. Rachid Bellil déclare qu'« il serait une erreur de dire que les Zénètes sont uniquement nomades, car ils sont les fondateurs des villes » ; propos que confirment les écrits d'Ibn Khaldoun. Ce peuple a opéré le plus grand changement du Maghreb, une grande partie des Zénètes s'identifie culturellement aux Arabes comme le déclare G. Potiron : « La disparition des Zénètes vers le VIIIe siècle, eux qui couvraient le quart de l'Afrique du Nord, est un des faits les plus extraordinaires qu'ait connus le Maghreb. La similitude de vie et de domaine amène une arabisation rapide, accélérée par le désir des Zenata de s’anoblir, de paraître Arabes ». Ils sont à la fois arabophones et berbérophones.

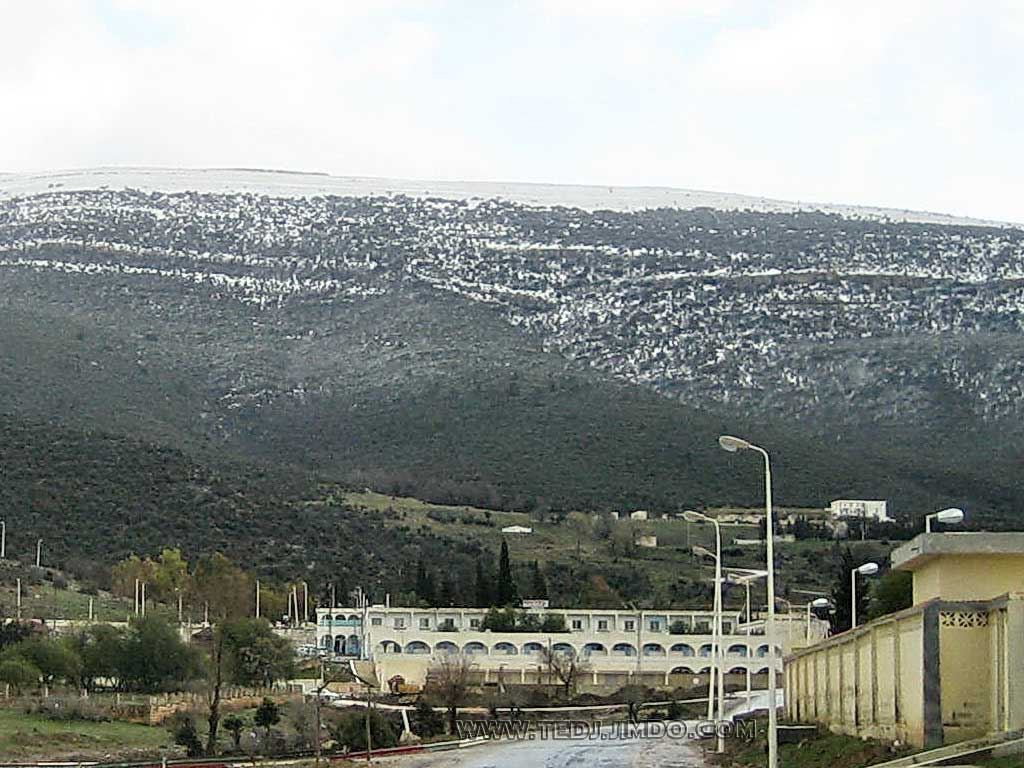
Khenchela

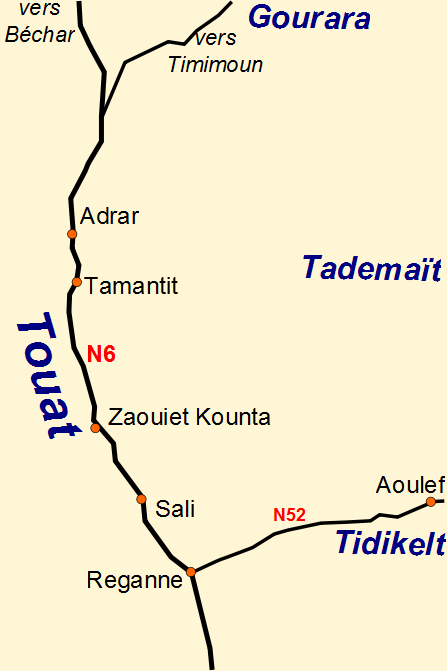
Villes du Touat.

Au Maghreb, la descendance actuelle des Zénètes est concentrée entre Tanger et Tripoli. Outre le Maghreb, on la retrouve autour du delta du Nil dans le Gouvernorat Al-Gharbeya, en Égypte. La majorité d'entre eux se dit aujourd'hui Arabe. Ce qui représente une grande masse humaine sur l’échelle de la population maghrébine. Les chercheurs n'ont pas fait d'études sérieuses sur les populations zénétes, ce qui a été signalé en 1978, lors des travaux de recherche en Algérie.
Les Zénètes sont localisés dans les anciennes villes de l’Algérie, mais aussi dans le Sahara et plus précisément dans le Tell, Hodna, haut plateau de l'Algérie (terre fertile du grand Maghreb central), le Zibans et le Nemencha.
En Algérie actuellement, les Zénètes seraient localisés à Ain Beida, à Sedrata, à Khenchela, à Oum El Bouaghi, chez les Harakta. Le Touat également renferme des tribus Zénètes qui ont été répertoriées par Rachid Bellil, selon la localisation des Ksars ,.
En Algérie aussi, dans l'ouest du pays, plus précisément la wilaya de Tlemcen et dans l'est, dans la région des Aurès.
Au Maroc, les populations d'origine zénète sont principalement concentrées à l'est et dans le nord-est du pays. Il s'agit principalement des Rifains, des Béni Iznassen, des Zénètes de l'Oriental (dont une grande partie est actuellement arabophone), des tribus berbérophones du Moyen Atlas oriental et des oasiens de Figuig et de sa région. On retrouve également des populations d'origine zénète, complètement arabisées, dans le couloir de Taza (Ghiata, Meknassa, Maghraoua) et dans les plaines atlantiques, notamment au sein des Chaouia et des Fahs (Tanger).
En 1981, Gabriel Camps stipule que les Zénètes sont des néoberbères. Dans le Sahara, Rachid Bellil a côtoyé ces populations et il est formel : il s'agit bien d'une population berbère. Leur artisanat et leur expression sont bien basés sur le langage et la culture berbère. Les Zénètes n'ont pas laissé d'écrits sur l'histoire, ni de mémoire collective. Un Touatien déclare que « le Touat est habité par quatre peuples : les Noirs (premiers habitants), les Zénètes, les Juifs et les Arabes. Tous sont devenus musulmans, mais les Zénètes ont conservé leur langue ». Des recherches approfondies ont été menées dans cette région ces dernières années pour connaître et comprendre les Zénètes.

### Langue et religion
La langue zénète taznant est parlée par 80 000 personnes au Touat en Algérie. 
Gabriel Camps souligne que le langage Zénète est paléoberbère.

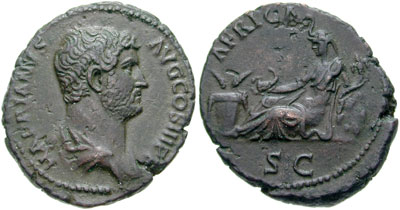
As d'Hadrien (136), représentant sur l'avers Africa, portant une dépouille d'éléphant, tenant un scorpion et une corne d'abondance, un modius de blé à ses pieds.

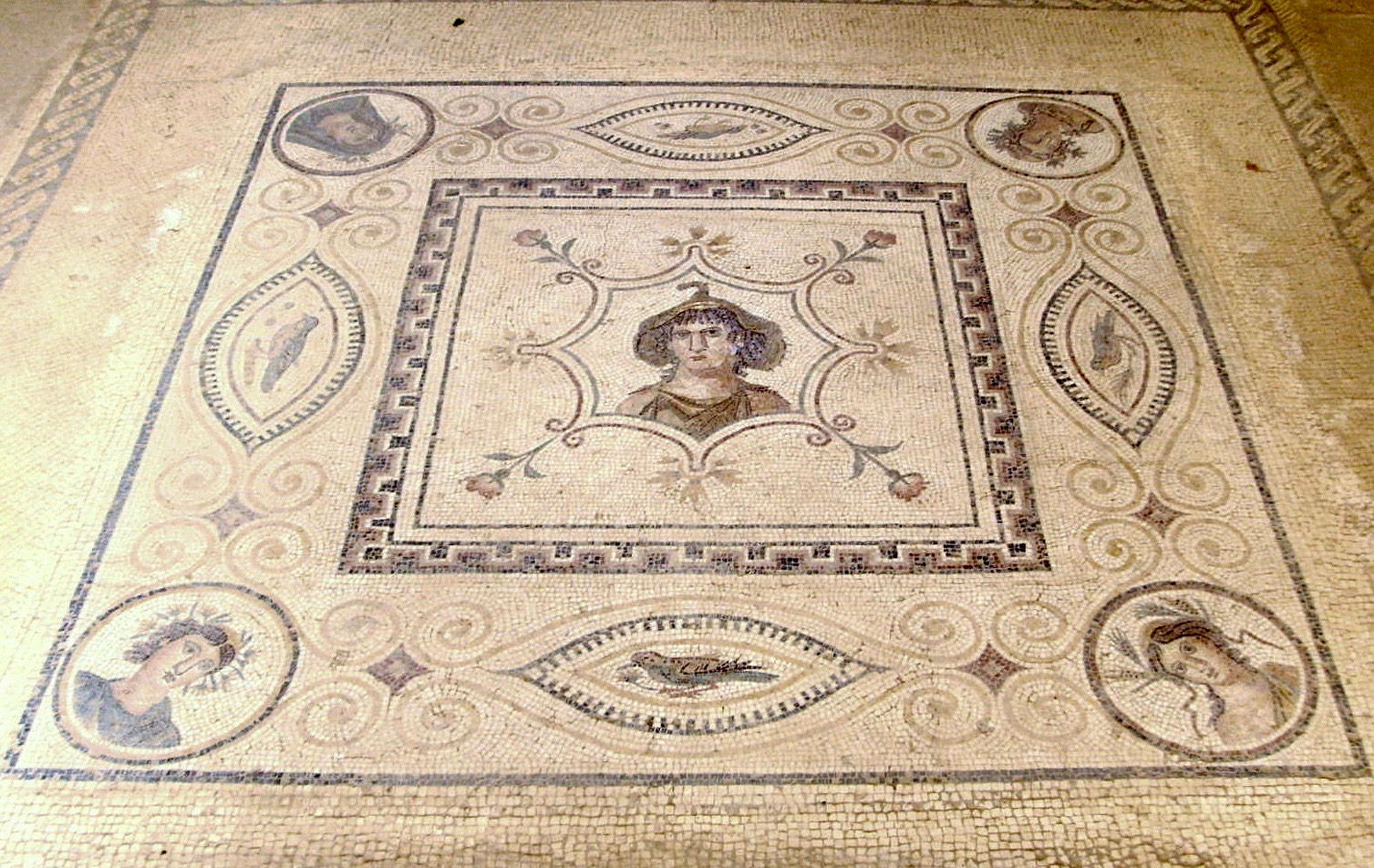
Mosaïque de la Domus Africa de Thysdrus

La traduction ou l'emprunt latin nous donne Africa (Afrique), qui a été une déesse berbère avant la conquête des Romains. Dea Africa signifie « déesse Afrique » à l'époque romaine. Ifri désigne les populations locales des Afers ou Afridi. Ifru était une déesse solaire et également un dieu des cavernes et protecteur du foyer…. 
Par ailleurs, le nom de l'Afrique provient du radical berbère ifru, ifri et afer employé par la tribu orientale des Banou Ifren vivant en grande Kabylie (Djurdujra du nom de Faraoussen), en petite Kabylie (ifri), en Tunisie (afer) ou dans le Hoggar,. Le mot « troglodytes » (homme des cavernes) correspond  aux localités des berbères Ifren (Zénète) lorsque les premiers auteurs Arabes les décrivent.
Ainsi Ifren est le pluriel du mot  Ifri. qui signifie « caverne », ainsi que la racine berbère « fr » qui signifie « cacher » ou « se cacher » et a pour sens « caverne ». Le mot Ifren existe dans la toponymie, par exemple près d'Ighzer Amokrane, dans la wilaya de Béjaïa en Kabylie.
Le mot latin Africa contient Ifri. Ifri veut dire en langue berbère Zénète : "caverne".

#### Religions avant l'avènement de l'Islam
Gurzil (ou Agurzil) est une divinité à la tête de taureau, fils d'Ammon. Corippe mentionne un certain Laguatan (la tribu des Laguatan (Luwata), qui sont Zénètes), grand prêtre de Gurzil, combattant les Byzantins, qui l'auraient tué alors qu'il tentait de s'enfuir avec les icônes de Gurzil. Parmi les ruines de Ghirza, en Libye, se trouve un temple qui est peut-être dédié à Gurzil — d'où par ailleurs pourrait provenir le nom de la cité.[réf. nécessaire] Une partie des Zénètes a été christianisée, notamment à l'époque romaine tardive et à l'époque de l'exarchat de Carthage. Augustin d'Hippone, un noble berbère, est un des pères de l'église chrétienne du premier millénaire.
Par ailleurs, les Zénètes ont connu un prophète du nom de Moussa Ibn Salih, de la tribu des Banou Ifren ou des Maghrawas ou des Ghoumari,. 
Selon l'historien Ibn Khaldoun, à la veille de la conquête musulmane du Maghreb, plusieurs tribus berbères pratiquaient le judaïsme. Il rapporte : « Une partie des Berbères professait le judaïsme. 
Parmi les Berbères juifs, on distinguait les Djeraoua, tribu qui habitait l'Auras et à laquelle appartenait la Kahena/Dihya, reine qui a résisté à l'invasion musulmane et fut tuée au cours d'un des nombreux combats qu'elle avait livrés. Les autres tribus juives étaient les Nefouça, Berbères de l'Ifrikïa, les Fendelaoua, les Medîouna, les Behloula, les Ghîatha et les Fazaz, Berbères du Maghreb-el-acsa ».
Ibn Khaldoun distinguait donc : 
- les Djeraoua (ou Djerawa), tribu qui habitait les Aurès et à laquelle appartenait la Kahena, qui est une reine guerrière berbère, tuée par les Arabes à l'époque des premières invasions.
- les Nefousas (ou Nefzaouas), les berbères de l'Ifriqiya.
- les Fendelaoua, les Medîouna, les Behloula, les Ghîatha et les Fazaz, Berbères du Maghreb-el-acsa (nom arabe correspondant au Maroc).

Les tribus citées sont donc originaires de l'actuelle Tunisie (ancienne Ifriqiya), des Aurès et de l'actuel Maroc. Mais Ibn Khaldoun ne donne pas plus de précisions sur ces tribus. Dans d'autres chapitres de son "Histoire des Berbères", Ibn Khaldoun traite de la résistance de la Kahena à la conquête arabe ou de l'histoire des tribus citées mais sans plus mentionner leur religion.
Mais d'après Gabriel Camps, au moins deux tribus berbères, Djerawa et Nefzaouas, étaient de confession chrétienne avant l'arrivée de l'islam. Avant l'islamisation, les Banou Ifren étaient païens.

#### Culte musulman et révolte
Selon Ibn Khaldoun, peu avant la période islamique, certaines tribus Zénètes auraient fondé des royaumes et dynasties (plus ou moins importantes et puissantes) régnant entre le Maroc et l'Ifriqiya et regroupant plusieurs tribus : les Maghraoua, les Meknassas, les Banou Ifren, les Djerawa, etc. Alors nomades, ils se consacraient essentiellement aux activités pastorales. À l'arrivée des premiers musulmans, le premier ambassadeur berbère à être honoré par le calife Othmân ibn Affân (Uthman ben Affan) est Ouezmar Ibn Saclab de la tribu des Maghraouas qui est désigné gouverneur de sa tribu. Plus tard, Koceïla est désigné pour représenter les Berbères mais le général omeyyade Oqba Ibn Nafi al-Fihri s'oppose farouchement à lui.
À la mort de Koceïla, au VIIe siècle, des Zénètes, et plus particulièrement les Banou Ifren, se soulèvent, à l'image des Djerawa sous la direction de la Dihya (Kahena), en opposant une longue et sérieuse résistance aux nouveaux conquérants. L'islam se répand toutefois peu à peu, notamment grâce à l'action de Tariq ibn Ziyad issu selon Ibn Khaldoun de la tribu des Nefzaouas et de Moussa Ibn Noçaïr (Musa ben Nusayr). En 711, des Berbères migrent vers l'Andalousie et y laisseront une trace de leur talent en cavalerie, de même que leurs chevaux.
Dès le  VIIIe siècle, la plupart des Zénètes adoptent la doctrine sufrite alors que d'autres deviennent kharidjites voire nekkarites, c'est-à-dire rigoristes mais égalitaires en opposition au système du califat des Omeyyades. Ils tenteront d'expulser tous les Arabes du Maghreb sous la direction d'Abou Qurra venu de Tlemcen. Le premier État berbère est même proclamé au Maghreb par ce dernier mais sera vite brisé par les luttes internes entre tribus et dynasties musulmanes berbères. Les Zénètes ont observé après l'orthodoxie le rite malékite notamment au Touat.

#### Culte des saints
La fondation des ksours a été liée par la tradition orale des habitants de Gourara aux actions des saints. Le saint  peut rassembler les familles dispersées ou engagées dans des rivalités permanente. Il établit et délimite le territoire de la cité, il trace des frontières autour de la communauté pour les prendre sous sa protection et le reste du territoire devient un espace ennemi et il est le président de la fondation de la cité.
Au Touat, il existe plusieurs ksours où figurent plusieurs tribus Zénètes comme At Aïssa, Charwin, Ajdir, Tinkram, Zwa, At Sâïd, Badriyan, Timimoun, Tin Ziri, Talmin, etc. Rachid Bellil énumère la totalité des tribus Zénètes lors de ses recherches sur place.

### Culture et musique

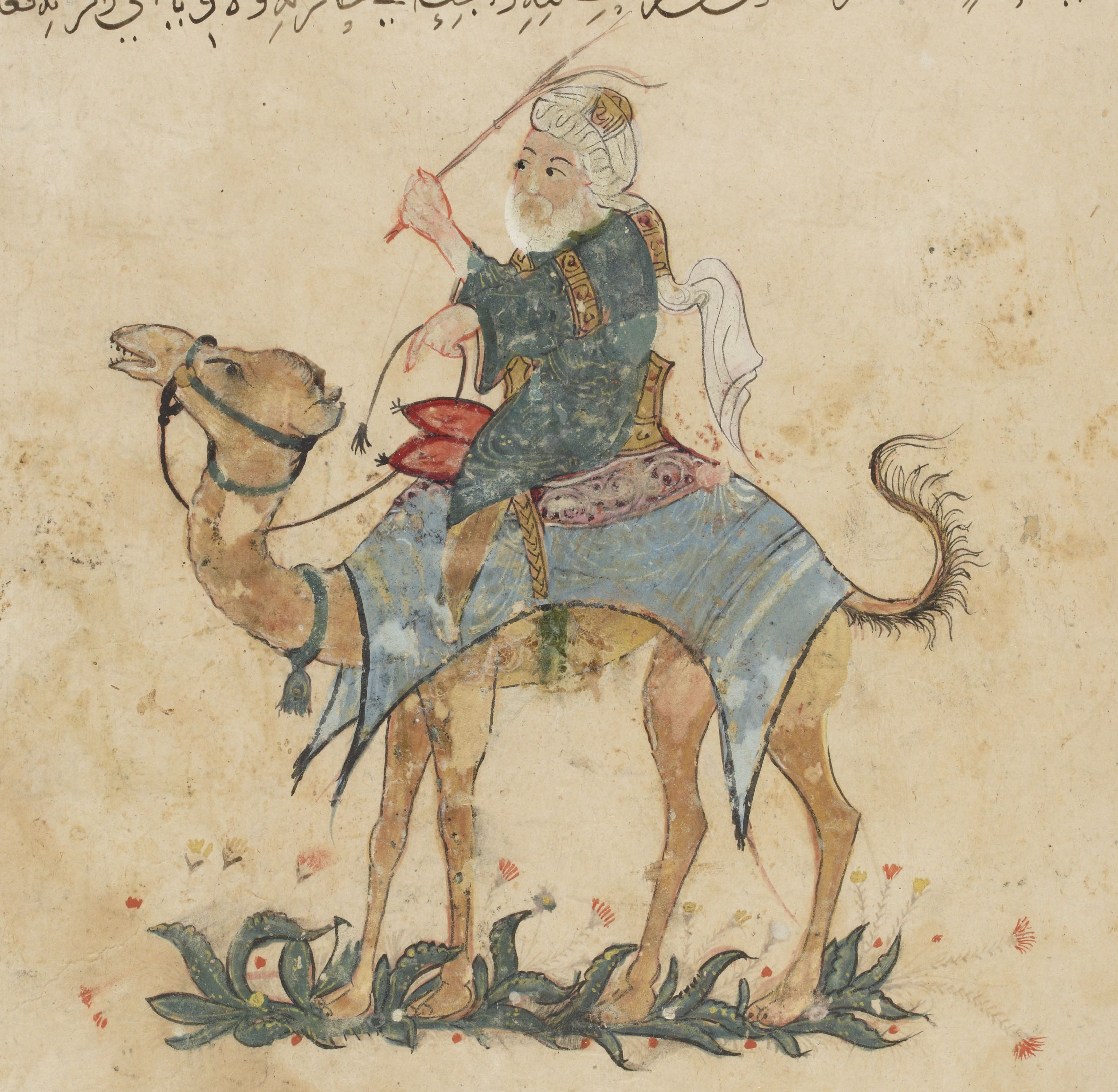
Ibn Battuta, voyageur et écrivain à l'époque des Mérinides, d'origine zénète par son père.

Avec la conquête musulmane de l'Hispanie, l'Andalousie accueille un énorme contingent de Zénètes qui peuplent des régions entières et laissera des traces dans la toponymie et dans la culture. De plus, les Zénètes règnent en Andalousie durant des siècles. Le savoir, l'art et la musique peuvent alors s'y développer. De grands savants ont aussi émergé durant les règnes des dynasties zénètes comme Averroès , Ibn Battûta, Ibn Khaldoun, etc. La civilisation berbère était alors à son apogée sur une partie de l'Europe et en Afrique du Nord. Au XVIe s., Cheikh Abou Mohammed el Zenati compose son traité de géomancie.
L'Ahellil est une poésie musicale des Zénètes du Gourara lors des cérémonies religieuses ou de mariage ou de festivités. Il est étroitement lié au mode de vie des Zénètes et à l’agriculture oasienne.
L’Ahellil du Gourara a été inscrit en 2008 par l'UNESCO sur la liste représentative du patrimoine culturel immatériel de l’humanité.
La musique reggada est issue d'un ancien folklore marocain nommé Aarfa en arabe marocain et Imdiazen en berbère. Il s'agit d'une danse guerrière folklorique répandue au sein des tribus Zénètes.

### Urbanisme

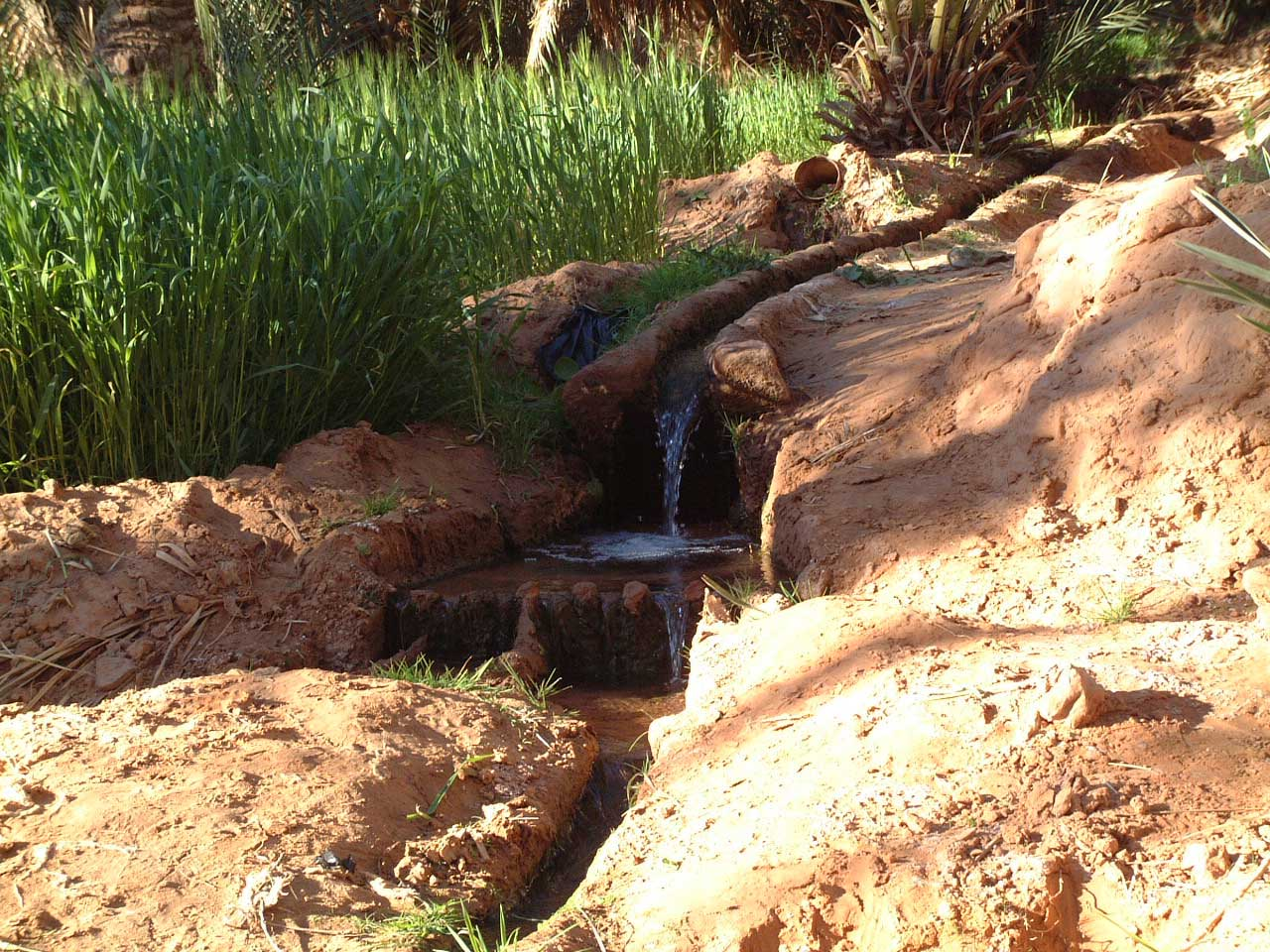
Émergence d'une foggara dans une oasis de Timimoun en Algérie.

Les Touaregs qui seraient issus des Zénètes auraient laissé des fresques dans le massif du Hoggar où l'on voit les Garamantes accompagnés de leurs animaux et de leurs chars. Les foggaras (ifeli en zénète), les ksours sont gardés précieusement au sud.
Les Zénètes construisirent plusieurs monuments ayant des points de ressemblance avec les pyramides d'Égypte, comme le tombeau de Medracen (Medghassen) ou les Djeddars.
Issus selon Ibn Khaldoun pour leur majorité des trois grandes tribus berbères des Maghrawas, des Djerawa et des Banou Ifren, les Zénètes ont laissé des vestiges antiques au nord de l'Algérie comme la cité dans la vallée du Saf Saf (près de Tlemcen). 
Les dynasties zénètes ont laissé derrière elles des routes et fondé de nombreuses villes dont Tlemcen, fondée par Abou Qurra des Banou Ifren en 790 et qui devint la première capitale des Berbères musulmans. Rachid Bellil a pour sa part effectué un travail important sur les traces archéologiques et anthropologiques des Zénètes en Algérie,. Parmi les sites principaux, on peut citer :
- Ghardaïa qui est en majorité d'origine zénète[77] ;
- les ksours de Timimoun et les oasis de Fouggaras à Adrar (Gourara) en Algérie[78] ;
- les ksours de Ouargla, et d'El Goléa (El Menia) en Algérie[79] ;
- Hammam Foukani (Bain supérieur) et Hammam Tahtani (Bain inférieur) au Maroc ;
- les habitations troglodytes de Matmata en Tunisie[80].

### Chevaux et chevalerie

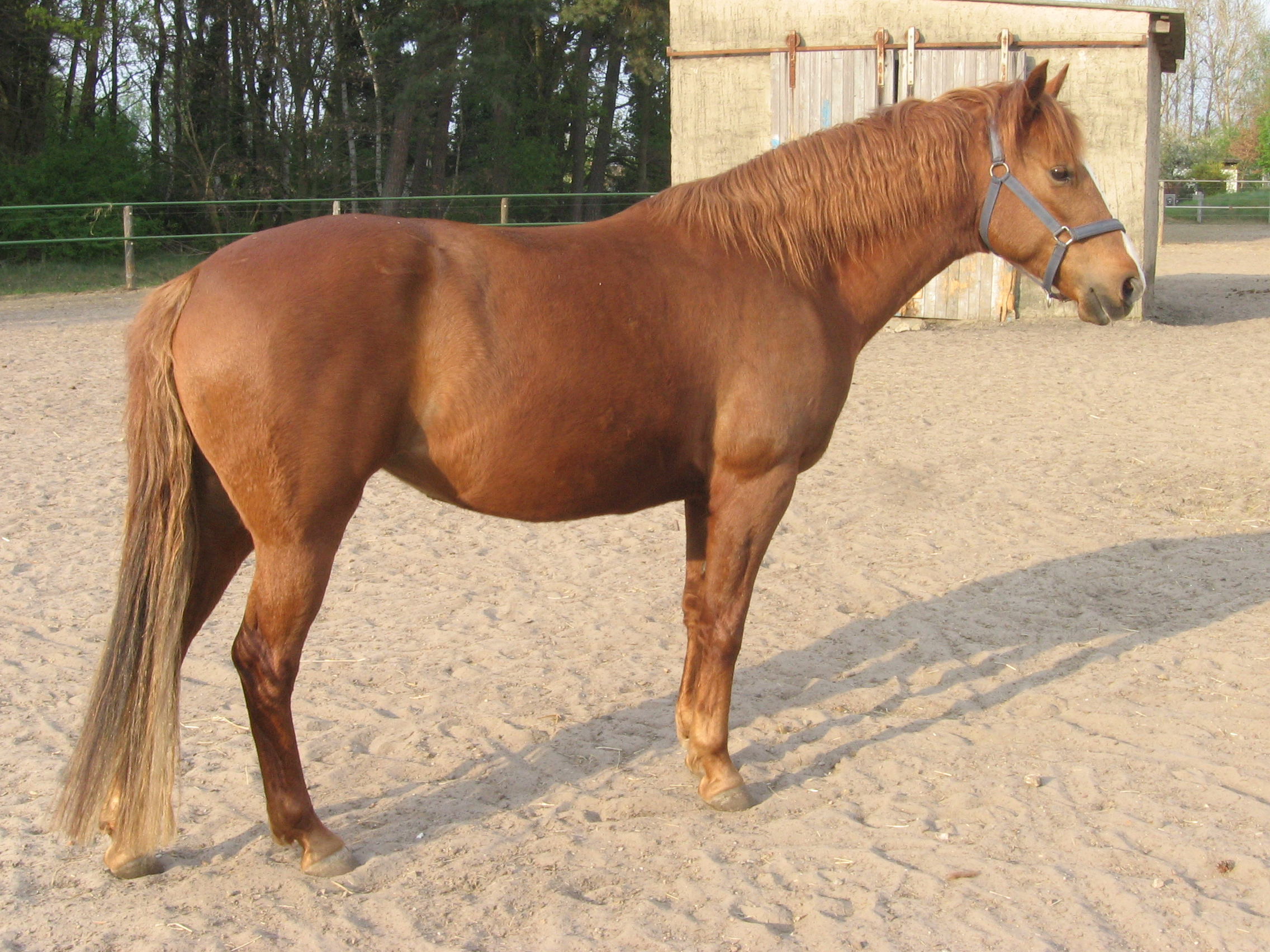
Cheval zénète.

Les Zénètes sont les premiers à monter un cheval avec une selle et des étriers. Ils fournissaient les meilleurs cavaliers au Maghreb. La selle était toujours recouverte de soie brodée minutieusement par les femmes et attachée à l'aide d'une sangle de satin.  
- En Espagne, « les Zénètes montaient leurs chevaux avec une lance courte, des étriers courts, et plats et chevauchaient les jambes repliées ce qui donnait de la liberté à leurs mouvements. Les Espagnols adoptèrent également cette technique et le mot zénète donnera le mot castillan Jinete (cavalier). »[82].
- En Andalousie, la garde du roi Abderrahman était composée en particulier les cavaliers Zénètes dont le nombre avoisinait les huit mille[83].
- De l'autre bord de la rive, le calife Abou Qurra avait 45 000 cavaliers de sa tribu, les Banou Ifren, et il avait sous son commandement plus de 35 000 cavaliers au total.
- Selon Corripus[Qui ?] dans la Johannide[Quoi ?], la cavalerie zénète, dont les Banou Ifren étaient investis dans la guerre des Berbères contre les Byzantins entre 547 et 550 au temps de Jean Troglita.
- Ibn Khaldoun nous rapporte la force de la cavalerie zénète lors de la guerre de la Kahina contre les Omeyyades.
- Les Zirides avaient tellement peur de la cavalerie zénète qu'ils interdirent la possession du cheval au Maghreb.
- Yeddou se détache de l'alliance après que les califes d'Espagne lui aient offert une alliance. Yeddou dit sa phrase célèbre en réponse aux Omeyyades[84] :

« Va demander à B. Abi Amer si l'onagre se laisse mener chez les dompteurs de chevaux »
— Khaldoun 1852-56, p. 1378.

## Éxégèses

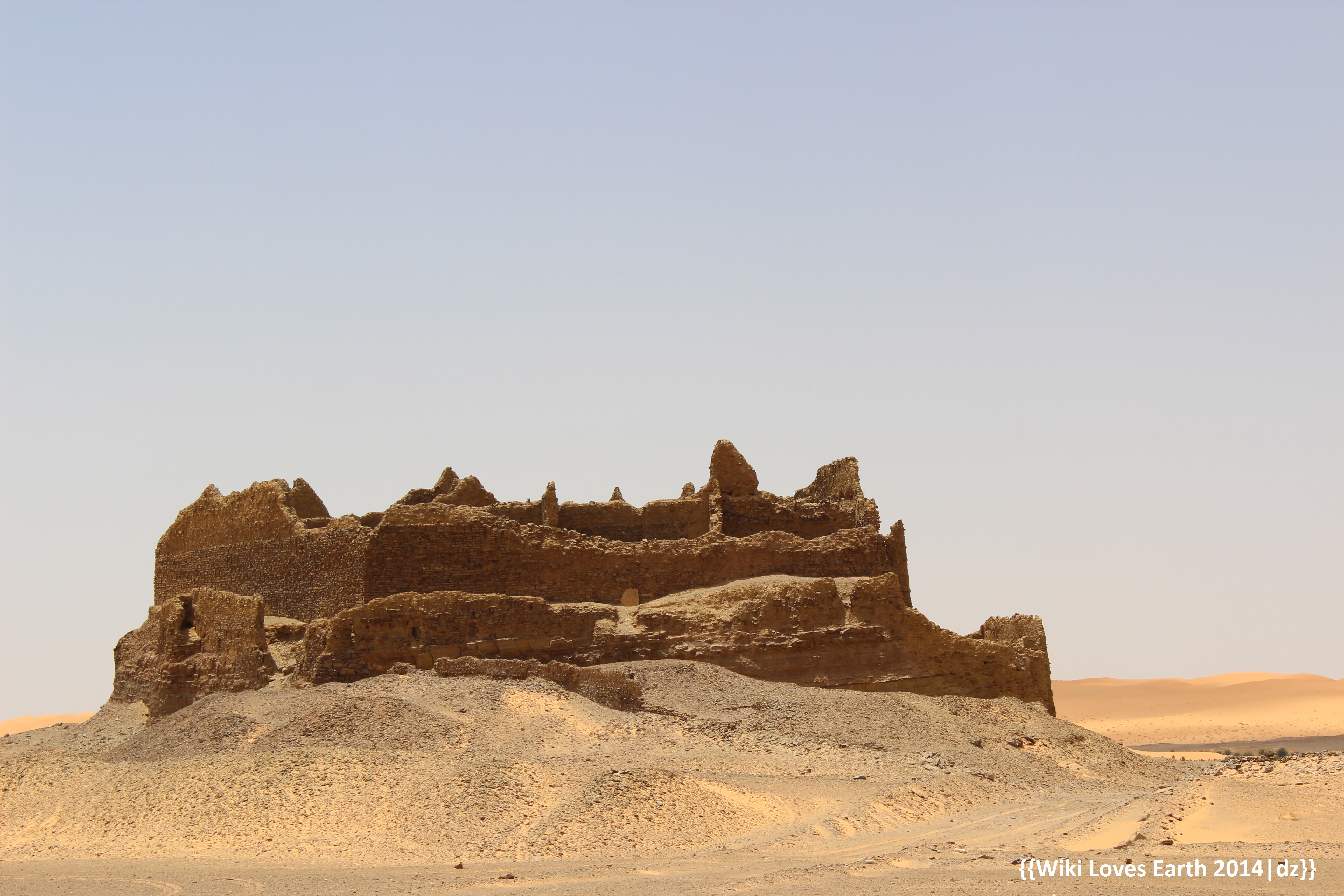
Ksar au Touat.

L'histoire des Zénètes est difficile à cerner et a fait l'objet d'une controverse de la part de différents historiens. Tout ce que l'on connaît vient essentiellement des textes d'Ibn Khaldoun et des historiens romains qui font l'objet de désaccords ou de discussions. En effet ni Ibn Hazm, ni Salluste, ni Hérodote, ni Gabriel Camps, ni Emile Félix Gauthier (pour ne citer que les plus connus) ne partagent l'avis d'Ibn Khaldoun sur l'origine des berbères et des Zénètes. Pour les historiens contemporains tel que Gabriel Camps et Émile-Félix Gautier les Zénètes sont des tribus nomades de chameliers non originaires du Maghreb où ils vont se disperser.
La confédération des Nefzaouas avait pour ancêtre un personnage originaire du Yémen dont l'épouse était berbère. Selon Ibn Hazem, cet ancêtre appelé Luwata serait d'origine copte, ce que dément Ibn Khaldoun. Les Zénètes auraient occupé à l'origine la Libye, les Aurès, l'ouest de l'Algérie, la région de Tlemcen, le Mzab, la Moulouya (fleuve de la région d'Oujda au Maroc), le Mali, le Niger, etc.
Même si la majorité des Zénètes était nomade, une partie était sédentaire, dont les Chaouis des Aurès et les Zénètes de l'ouest et du sud du Maghreb. Les Zénètes n'avaient pas de culture écrite et ils n'ont pas laissé de trace écrite de leur histoire. Néanmoins, les Zénètes des oasis du Touat ont su protégé leur langue et leur culture.
L'histoire des Zénètes du Maghreb est très complexe. En effet, selon Rachid Bellil, la thèse fondée par les historiens arabes et occidentaux qui stipule que les Zénètes ont fait une immigration d'est en ouest s'inscrit dans un tropisme oriental. Il est difficile d'établir des liens entre les tribus zénètes qui sont dispersées dans différents endroits du Maghreb. Aussi, les Zénètes gardent toujours le nom commun de leur nom de tribu, malgré la séparation de distance de deux tribus qui ont le même nom.
Selon Leroux, le parcours des Laguatan (ou Luwata) peut être éclairant ; ces tribus zénètes avaient pour prêtre Lerna (lié au dieu Gurzil) avant l'Antiquité. Cette tribu désignée sous le terme de «Libous » par les Égyptiens et « Loubim » dans la Genèse aurait donné son nom à la Libye antique.
Il s'agissait probablement d'une grande confédération peuplant la Cyrénaïque, la Tripolitaine ainsi que la partie du Sahara située au sud de ces régions.

### Point de vue d'Ibn Khaldoun

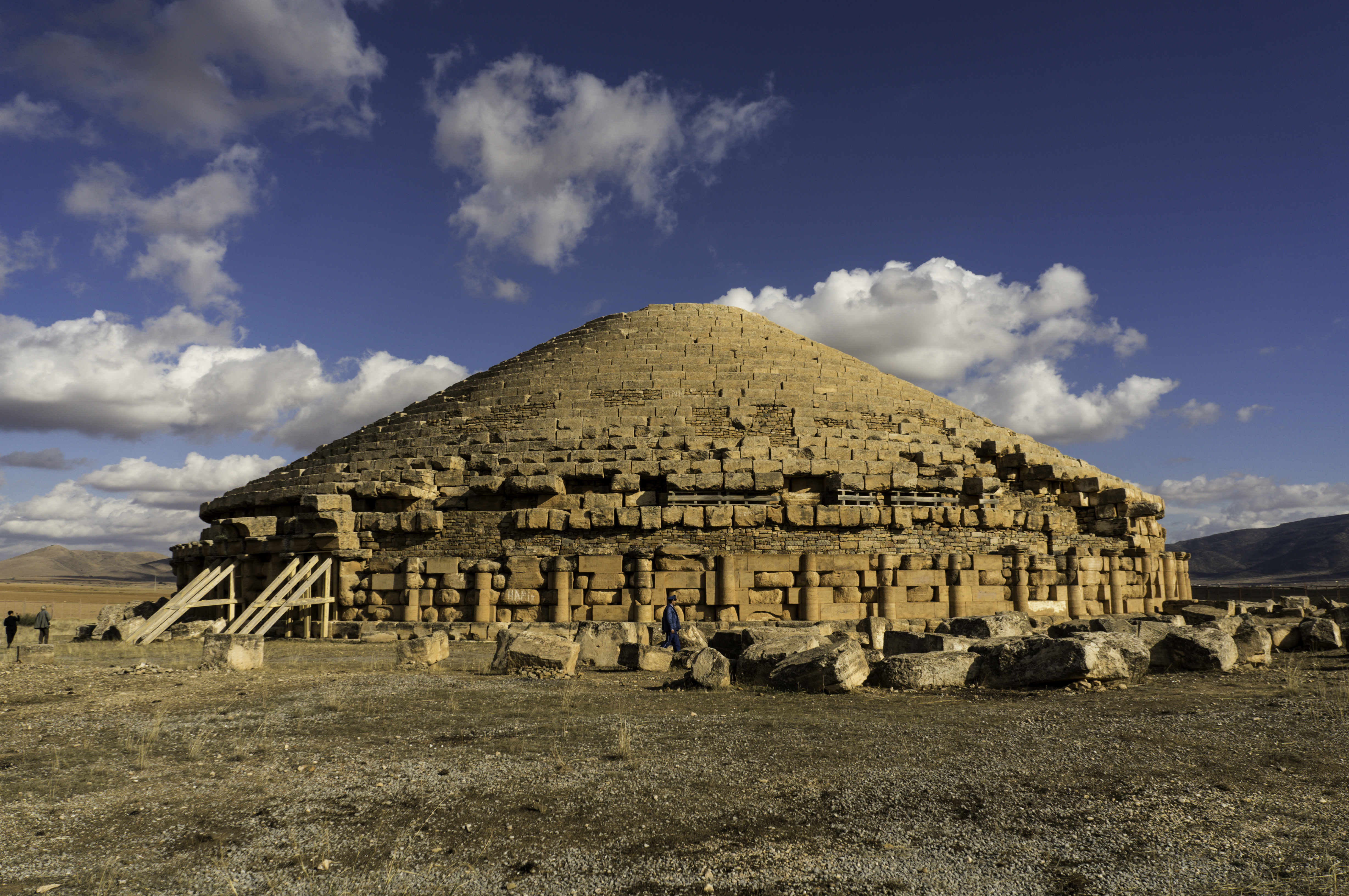
Medghassen la sépulture des rois Numides à Batna dans les Aurès. Sépulture royale numide et supposée celle du patriarche des Zénètes selon l'hypothèse controversée d'Ibn Khaldoun

Les Zénètes sont un ancien peuple berbère. Ils vivent au Maghreb depuis des milliers d'années.
Pendant l'époque romaine, les Zénètes auraient été de confession chrétienne et en partie juive. Ibn Khaldoun rapporte que les Zénètes étaient nomades et que chaque tribu avait son territoire avant et pendant l'ère musulmane en Afrique du Nord. Ils ont appris l'arabe (lecture et écriture) pendant la période islamique, ce qui leur a permis de réaliser des transformations dans la vie bédouine et montagnarde dans le Tell, et au Sahara.
D'après lui, les Zénètes du premier temps se divisent en trois grandes tribus. Les Djerawa, tribu de la Kahena. Les Maghraouas vont aussi subir beaucoup de pertes humaines. Les Banou Ifren qui eux aussi vont perdre beaucoup des leurs. Selon Ibn Khaldoun, la première branche initiale Zénète formée par les deux tribus des Maghraouas et des Banou Ifren ont bâti une dynastie. La deuxième, les Mérinides et les Abdelwadides, ont été deux grandes dynasties. Pour lui, l'esprit de corps était plus fort chez les Sanhadja, les Ketamas et les Houaras que les Zénètes. Leur nombre aussi était plus important dans ces trois tribus que chez les Zénètes. Nomades dispersés avant la période préislamique à travers tout le Maghreb comme le confirment les écrits de l'historien arabe du XIVe siècle Ibn Khaldoun dans son ouvrage sur "histoire des berbères" et aussi, ils sont sédentaires d'après le même auteur, car ils sont les constructeurs de villages dans le Sahara et dans les Montagnes.
Ibn Khaldoun révèle que le déplacement des Zénètes au Sud et vers l'Ouest est le produit de la défaite des Zénètes face aux Ketamas et aux Houaras.
Et Ibn Khaldoun souligne que toutes les tribus, qu'elles soient Kutamas ou Houaras ou Zénètes ou Sanhadja, vivaient ensemble au Nord dans les temps reculés.

### Diversité selon Ibn Khaldoun
Selon Ibn Khaldoun, les principales confédérations zénètes sont les suivantes : Maghraouas, Banou Ifren, Djerawa, Nefzaouas, Laguatan/Luwata, Mérinides, Abdalwadides, Wattassides, Ghoumari, Matmata, Laghouat, Sedrata, Ouaergla, Ancha, Mzab, Ouled Sidi Yahia, Maghila, Yala, Faten, Rached, Matghara, Wasul, Berzal, Lemaya et Afya, etc. Les Zouaoua (Zwawas), actuellement appelés les Kabyles, tribu issue des Ketamas auraient également un lien avec les Zénètes tout comme les Sanhadja du Sénégal ou du Nord du Maghreb. Par la suite, plusieurs assimilations auraient eu lieu entre les différentes confédérations zénètes (Houaras, Lemtouna, Masmouda, etc.). Selon la généalogie d'Ibn Khaldoun qu'il a fondé en reprenant les généalogistes berbères, la majorité des actuels Chaouis, Touaregs et des Mzab, etc. descendraient directement des Zénètes. Le mot chaouis désigne une partie des tribus zénètes des actuelles Aurès, mais il n'a été utilisé qu'une seule fois.

### Diversité selon Salluste
Plusieurs nations sont venues partager le mode de vie des berbères. Selon Salluste, les Maures faisaient partie de l'armée d'Héraclès (Hercule) venue d'Espagne composée des Perses, d'Arméniens, et de Mèdes. Quoi qu'il en soit, les tribus zénètes, comme les autres berbères, se sont constamment mêlées aux Gétules, aux Romains, aux Vandales, aux Juifs, aux Byzantins, aux Arabes, aux peuples d'Afrique, aux Turcs et aux Européens,.

### Point de vue des chercheurs français
Gabriel Camps dira que les Zénètes sont venus au Ve siècle. Il parlera d'une immigration de chameliers. Gabriel Camps dit que les Zénètes prennent la place des Gétules. Ce chercheur sépare les Gétules des Numides et des Maures, en des entités distinctes.
Ernest Mercier désigne les Gétules par les deux confédérations Berbères Zénètes et Sanhadja. Selon Ernest Mercier, Léon l'Africain ajoute aux Zénètes et aux Sanhadja les Houaras, les Ghomaras, les Masmoudas dans la liste des tribus Gétules.
Les historiens  Émile-Félix Gautier et Gabriel Camps les désignent seulement nomades. Gabriel Camps comme Émile-Félix Gautier parlent d'immigration de certains chameliers venus de l'Est. 
Pour Émile Félix Gautier, ces derniers seraient les Zénètes, qui ont introduit le chameau au Maghreb.
Émile Félix Gautier établit une différence entre Berbères et Zénètes.
Mais, les historiens du Moyen Âge observent chez les Zénètes le cheval et le dromadaire. Les Zénètes nomades habitaient sous des tentes; les historiens les signalent en Kabylie, au Sahara et dans les Aurès.